# 最佳配角銀熊獎
最佳配角銀熊獎（德語：Silberner Bär für die Beste Schauspielerische Leistung in einer Nebenrolle）是德國柏林影展正式競賽項目的獎項之一。柏林影展主辦單位於2020年8月25日宣佈，銀熊獎的演員獎不再以性別區分，該獎項取代原先的最佳女演員銀熊獎與最佳男演員銀熊獎。

## 歷屆獲獎者
以下是所有獲得最佳配角銀熊獎的得獎者：
| 年份 | 受獎者        | 原名 | 電影               | 國籍       |
| ---- | ------------- | ---- | ------------------ | ---------- |
| 2021 | 莉拉·基茲林格 |      | 《森林：隨處可見》 | 匈牙利     |
| 2022 | 勞拉·巴蘇基   |      | 《娜娜：逝水年華》 | 印度尼西亞 |
| 2023 | 蒂婭·埃爾     |      | 《直到長夜將盡》   | 奥地利     |
| 2024 | 艾蜜莉·華森   |      | 《像這樣的小事》   | 英国       |
| 2025 | 安德魯·史考特 |      | 《蓝月亮》         | 爱尔兰     |

## 外部連結
- 柏林影展官網 （页面存档备份，存于）